# 개심사 (명천군)
개심사(開心寺)는 함경북도 명천군 보촌리 칠보산에 있는 사찰이다. 826년 발해 때 지어져 여러 번 중건과 보수를 거쳤다. 절 뒤편에는 조선민주주의인민공화국 천연기념물 제322호인 개심사약밤나무가 있다.
다음의 건축물로 구성된다.
- 대웅전
- 관음전
- 신검당
- 음향각
- 산신각
- 만세루

## 같이 보기
- 한국의 불교
- 한국의 건축